# Luilekkerland (Bruegel)

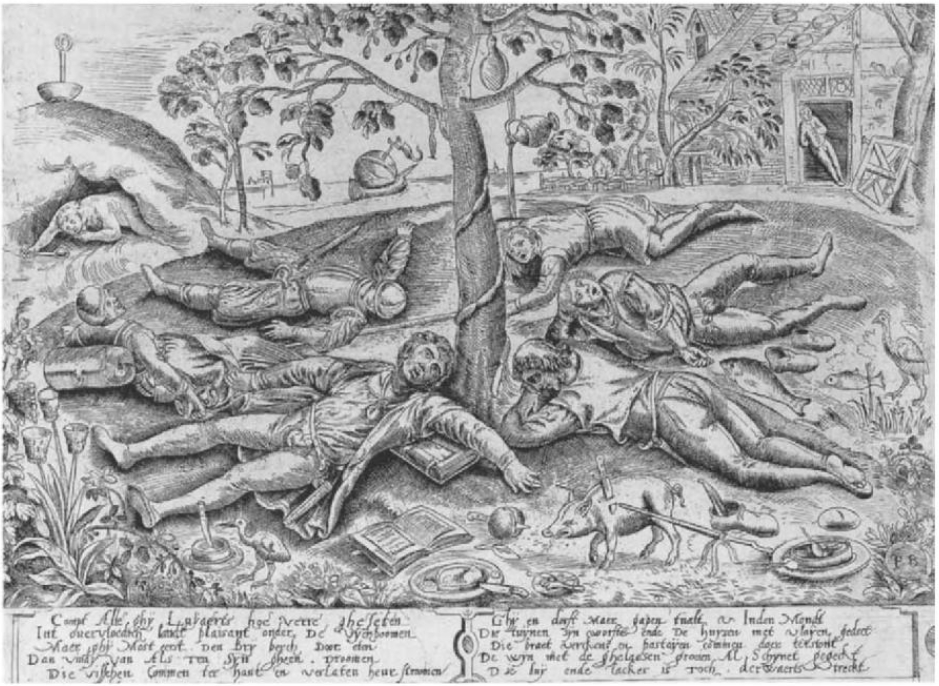
De prent van Pieter Balten die Bruegel tot inspiratie diende (ca. 1560)

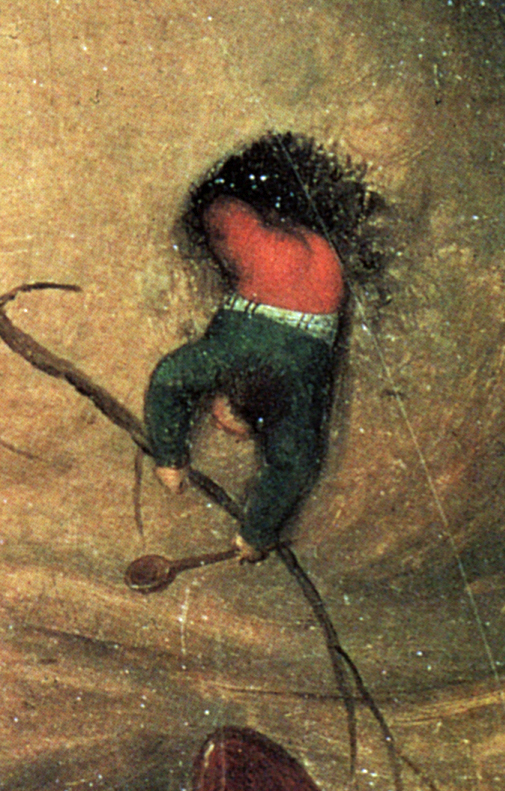
Detail: een lepelaar heeft zich door de Boekweitberg gevreten en grijpt een boomtak vast om in Luilekkerland te komen

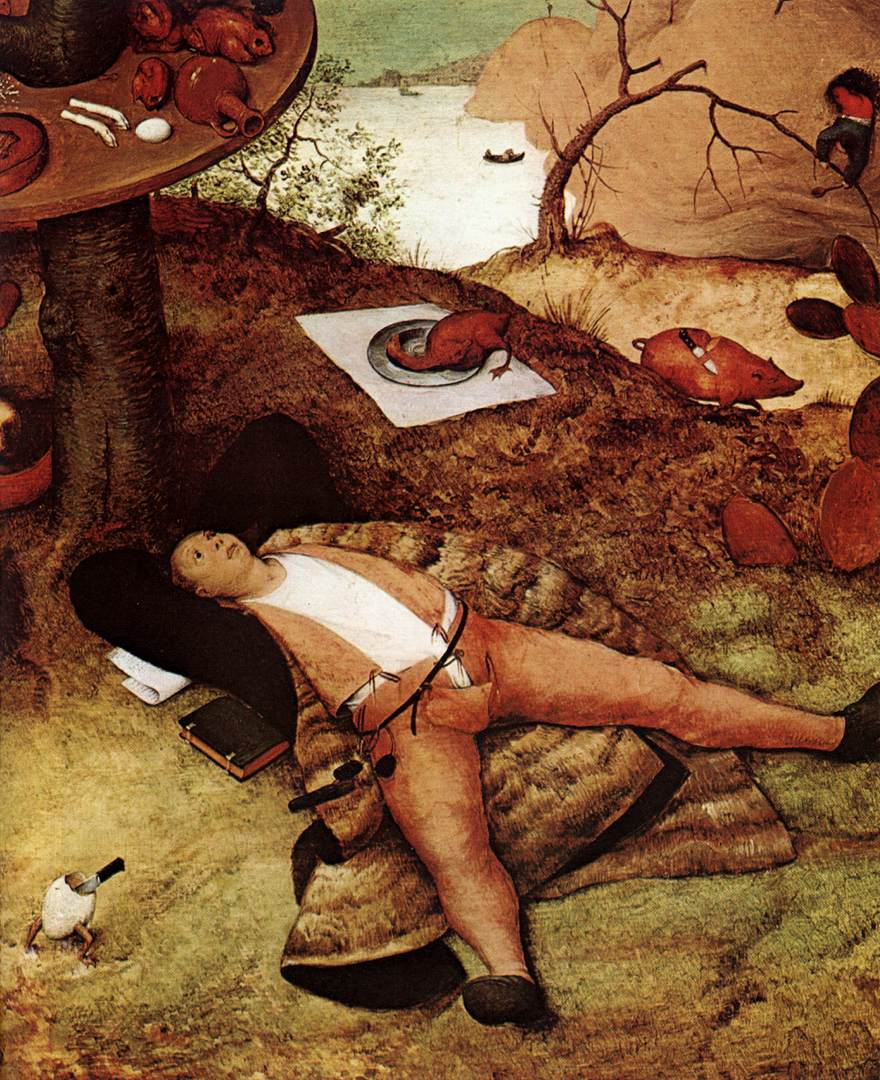
Detail: de geleerde, in dezelfde pose als de slapende boer in De Oogst (1565)

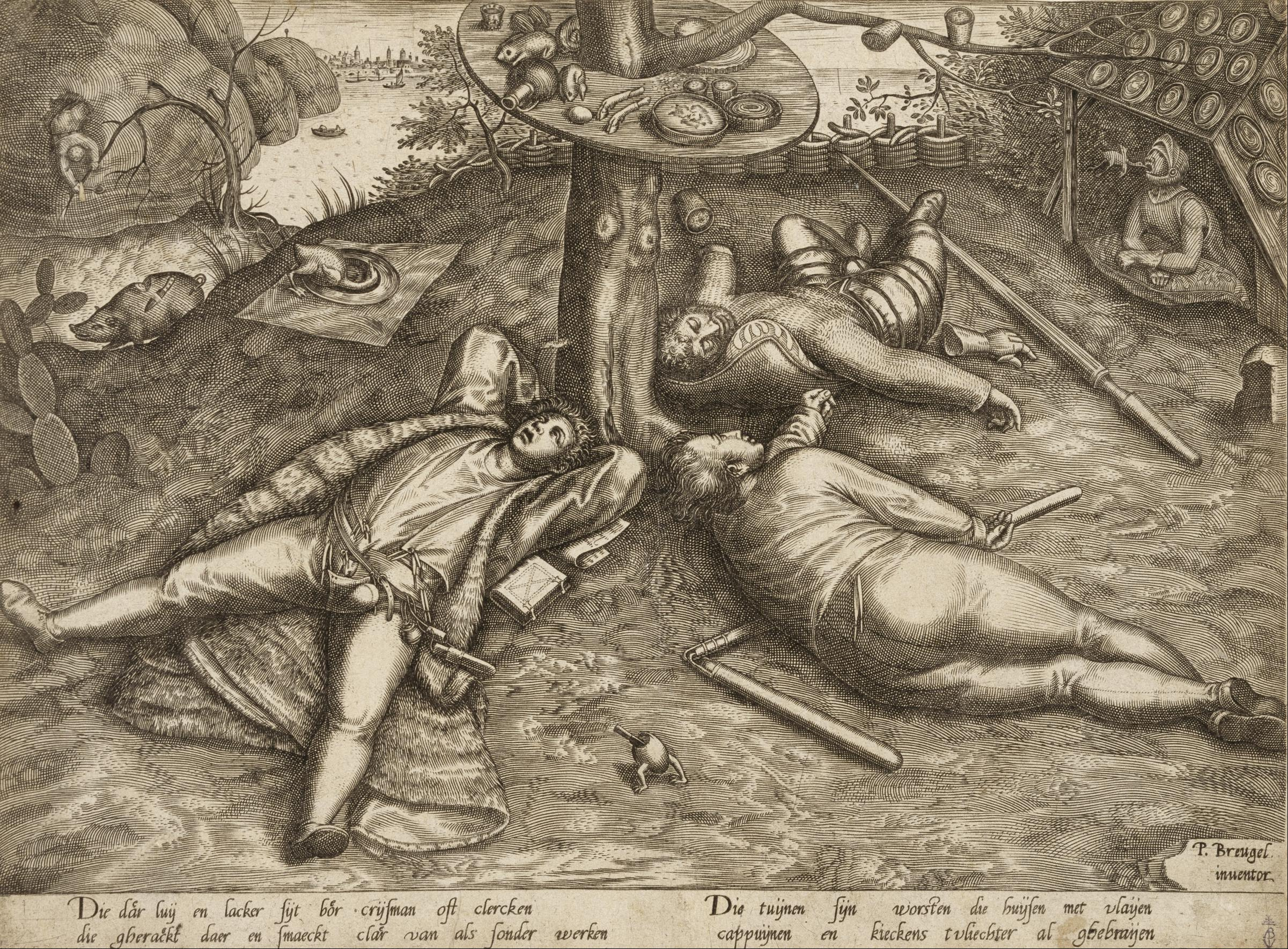
De aan Pieter van der Heyden toegeschreven kopie (mét vliegende vogel)

Luilekkerland is een moraliserend schilderij uit 1567 van Pieter Bruegel de Oude. Het beeldt de toestand af in een fictief land waar werken verboden is en luiheid en gulzigheid hoogtij vieren.

## Thema en voorgeschiedenis
Het Land van Kokanje was een populair thema in het 16e-eeuwse Europa. In Antwerpen verscheen in 1546 Van dat Luye-lecker-lant, een humoristische bewerking van een Duitse rijmtekst van Hans Sachs (Schlaraffenlandt, 1530). Veel beschreven zaken komen terug in het schilderij. Rond 1560 bracht Pieter Balten, met wie Bruegel nog had samengewerkt, een prent uit over het thema. De belangrijkste elementen eruit zijn terug te vinden in Bruegels werk, zij het in een meer geïntegreerde compositie waarin de zes centrale figuren tot drie zijn herleid.

## Beschrijving
Een boer, een krijgsman en een klerk liggen broederlijk onder een boom als spaken rond een wielnaaf. Aan de stam is een scheef tafelblad bevestigd met aangevreten en omgevallen lekkernijen. De radiale compositie geeft een indruk van rotatie. De boer slaapt op zijn dorsvlegel en de soldaat op een kussen, met zijn lans en ijzeren handschoen bij de voeten. De geleerde, ruggelings op zijn zachte pelsmantel en met een dichtgegespt boek naast zich, ligt met open ogen te wachten tot het lekkers uit de wijnkruik hem in de mond druppelt.
Achter een uit worsten gevlochten hek zien we een melkzee waarop schepen varen. Aan de overzijde ligt een stad. In de linkerbovenhoek zit een ridder onder een met taarten en vlaaien bedekt afdak, nabij een grote kaasbol. Zijn opengesperde mond is klaar voor de gebraden vogel die hem tegemoet vliegt (maar per ongeluk is weggerestaureerd). Rechts heeft een nieuwkomer zich een weg gevreten door de boekweitberg. Uit allerlei details blijkt dat alles vanzelf gaat in Luilekkerland: een zwijntje komt voorbij dat al is aangesneden en een mes door het vel heeft; een gebraden hoender legt zich gewillig neer op een bord; een cactus blijkt uit suikerbroden te bestaan; een half opgelepeld eitje rent op pootjes rond.
Het werk is links onder gesigneerd "M.DLXVII BRVEGEL".

## Interpretatie
Net als Jeroen Bosch was Bruegel gefascineerd door de zotheid van de mensen. Hij zette graag een omgekeerde wereld neer. De obese figuren vertegenwoordigen de drie standen, die allen even vatbaar zijn voor de verlokkingen van luilekkerland. Afgaande op de rechtopstaande lepel in het ei (een fallussymbool in de stijl van Bosch?) en de bontgekleurde vogels in de boom, zijn de geneugten er mogelijk ook seksueel.
In het schilderij zijn een aantal spreekwoorden herkend, het ene al met meer zekerheid dan het andere:
- Daar zijn de daken met vlaaien bedekt (daar is er overvloed)
- Naar het hennenei grijpen en het ganzenei laten lopen (de slechte keuze maken)
- Het varken is door de buik gestoken (het is afgesproken werk)
- Een stok in het wiel steken (moedwillig dwarsbomen)
- In het harnas steken (woedend zijn)
- Tot aan de tanden bewapend (vastberaden in aanpak)
- Tussen hemel en aarde hangen (zich in een lastig parket bevinden)

Er is ook een enigszins geforceerde poging gedaan om het werk te lezen als een politieke satire over de Nederlandse opstand. De gebraden hoender zou dan de vernedering van de edelman voorstellen, die per hypothese als vierde spaak van het wiel mocht verwacht worden. Meer algemeen zou het schilderij een zelfgenoegzame bevolking tonen die haar overvloed niet op het spel wil zetten om politieke en religieuze verandering te bekomen.
Aan de wijdere stadsmoraal van Bruegel valt in elk geval niet te ontkomen. De komische toestanden in zijn Luilekkerland verhullen niet de spirituele leegte van de utopie. Dit is ook wat Orwell opviel: voor hem tonen de slapende figuren the emptiness of the whole notion of an everlasting 'good time'. Toch blijft een ambivalentie bestaan omdat de toeschouwer als het ware wordt uitgenodigd om even deel te nemen aan de geneugten.

## Herkomst
Het schilderij werd een eerste keer vermeld als onderdeel van de keizerlijke collectie in Praag (1621). Nadat het in Zweedse handen was gekomen (1647-48), liet het eeuwenlang geen sporen meer na. Begin 20e eeuw dook het dan, sterk geretoucheerd, terug op in een klein antiquariaat in Vevey, Zwitserland. Het was verworven voor nauwelijks vijf frank en werd, eens gerestaureerd, aangekocht door de Alte Pinakothek voor 220.000 mark (1917).

## Navolging
Kort nadat het schilderij gereed was, verscheen een gespiegelde reproductie ervan in prentvorm. Ze wordt toegeschreven aan Pieter van der Heyden. Hoewel geen exacte kopie, biedt de prent toch interessant vergelijkingsmateriaal (zoals de verdwenen vogel).